# Ellendale (Minnesota)
Ellendale is een plaats (city) in de Amerikaanse staat Minnesota, en valt bestuurlijk gezien onder Steele County.

## Demografie
Bij de volkstelling in 2000 werd het aantal inwoners vastgesteld op 590.
In 2006 is het aantal inwoners door het United States Census Bureau geschat op 667, een stijging van 77 (13,1%).

## Geografie
Volgens het United States Census Bureau beslaat de plaats een oppervlakte van
2,3 km², geheel bestaande uit land. Ellendale ligt op ongeveer 390 m boven zeeniveau.

## Plaatsen in de nabije omgeving
De onderstaande figuur toont nabijgelegen plaatsen in een straal van 20 km rond Ellendale.